# Jeep Comanche
A Jeep Comanche (nome no código MJ) é uma variante pick-up do SUV Cherokee (1984–2001) fabricado e comercializado pela Jeep nos anos-modelo 1986-1992 em modelos de tração traseira e tração nas quatro rodas, bem como dois comprimentos de caçamba: 1,83 metros e 2,13 metros.